# Puerta de la Ilustración
La Puerta de la Ilustración es una escultura urbana del último tercio del siglo XX, erigida a modo de puerta monumental. Se encuentra en la ciudad española de Madrid, en la confluencia de la avenida de la Ilustración con la glorieta de las Reales Academias, dentro del Barrio del Pilar, uno de los ocho barrios en los que se divide administrativamente el distrito de Fuencarral-El Pardo.

## Historia
La Puerta de la Ilustración fue diseñada por el escultor, pintor y dibujante Andreu Alfaro en 1984. Fue encargada por el Ministerio de Obras Públicas y Urbanismo (en la actualidad, Ministerio de Fomento), en el contexto de las obras de construcción de la avenida de la Ilustración. En el plan urbanístico de esta vía, concebida para unir los extremos septentrionales de la autopista M-30, se contemplaba la realización de cuatro monumentos de grandes dimensiones, de los cuales sólo pudo ejecutarse la puerta. 
Los tres conjuntos que no pudieron llevarse a cabo fueron la escultura de bronce El Caminante, de 20 m de altura, ideada por el pintor hiperrealista Antonio López García; la fuente El Verraco, de Juan Benet, planeada en hormigón armado, acero empavonado y cristal oscuro traslúcido y transparente; y dos acequias, obra de Pablo Palazuelo, que iban a ocupar la parte central de la avenida. 
Durante la instalación de la estructura, una viga de hormigón de 20 m de longitud y 1,30 de anchura, que tenía como función la sujeción de la escultura, se hundió 14 m bajo tierra, hasta encallar en la línea 9 del Metro de Madrid. Este accidente motivó la paralización del proyecto monumental inicialmente previsto, dadas las características arenosas de la zona, conocida popularmente como La Vaguada. La Puerta de la Ilustración fue inaugurada en 1990.

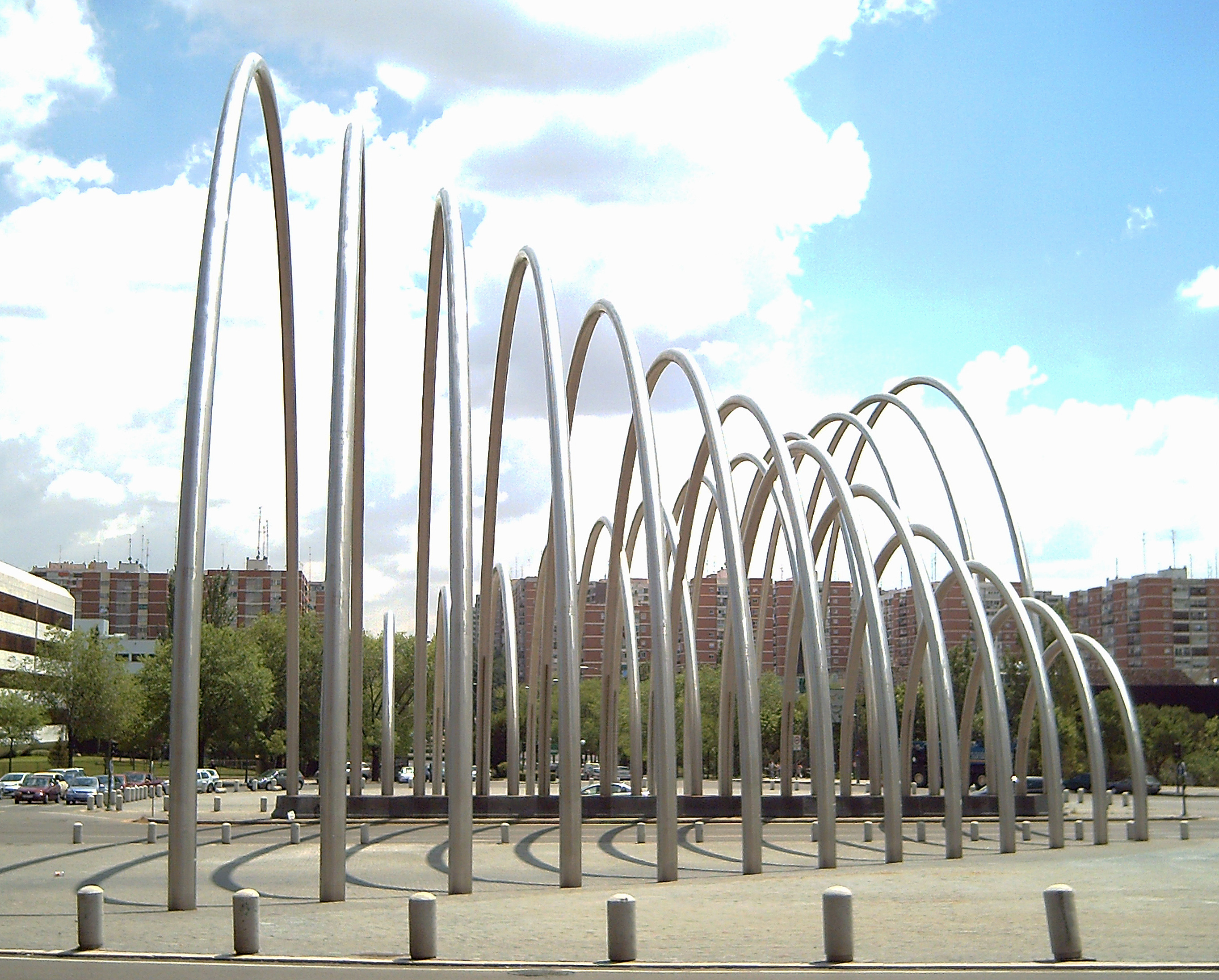
Puerta de la Ilustración.

## Descripción
La escultura se concibe como una puerta conmemorativa, bajo la cual pasa el tráfico rodado, a través de la calzada principal de la avenida de la Ilustración. 
Está realizada en acero inoxidable y mide 23 m de alto, 84 de largo y 33 de ancho. Consta de dos cuerpos paralelos, integrados, cada uno de ellos, por una sucesión de trece arcos de medio punto, separados entre sí. Son conocidos popularmente como los arcos. La altura de los arcos varía siguiendo un orden creciente o decreciente en función de su situación en uno u otro cuerpo. Los trece ubicados en el cuerpo meridional disminuyen en altura siguiendo la dirección oeste-este, mientras que los trece restantes, correspondientes al cuerpo septentrional, lo hacen en sentido inverso. 